# Warmte-krachtcentrale

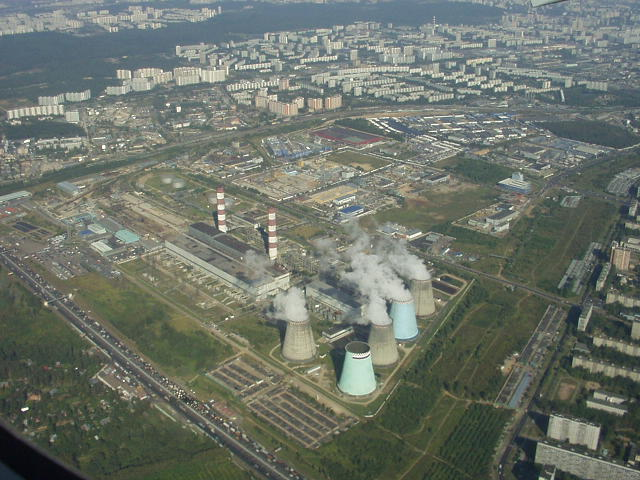
TETS-26 "Zuidelijk" (ТЭЦ-26 "Южная") in de Russische hoofdstad Moskou vanuit de lucht, een voorbeeld van een warmte-krachtcentrale

Met een warmte-krachtcentrale wordt in het algemeen een elektriciteitscentrale bedoeld waarbij de restwarmte ook wordt gebruikt. Dit kan een verbrandingsmotor zijn die een dynamo (generator) aandrijft en waarbij de restwarmte als stoom geleverd wordt aan de industrie of als warm water aan een warmtenet voor de verwarming van woningen, bedrijven of glastuinbouw.
Internationaal is COGEN een organisatie die de toepassingen van warmte-krachtcentrales, of in het Engels Cogeneration, ondersteunt.

## Voorbeelden
Typische voorbeelden zijn aardgasmotoren bij bloementeelt in kassen, waarbij de opgewekte elektriciteit wordt gebruikt voor kunstmatige belichting en de warmte voor verhoging van de temperatuur in de kas. Soms wordt ook de CO2 uit de uitlaatgassen gebruikt voor de CO2 voorziening bij de planten. Hiermee wordt een veel hoger rendement uit aardgas gehaald, dan wanneer het gas alleen zou worden verbrand voor het warmwatercircuit en de elektriciteit apart wordt ingekocht.
Naast gasmotoren worden ook wel gasturbines gebruikt. Gasturbines hebben een lager thermodynamisch rendement, maar leveren hun restwarmte op een hogere temperatuur, waardoor ze juist bij warmte-krachttoepassingen gebruikt worden.
Op grotere schaal zijn er elektriciteitscentrales die de restwarmte gebruiken voor levering aan bijvoorbeeld stadsverwarming, zoals de warmte-krachtcentrale Purmerend.

## Warmte-krachtkoppeling
Een gasmotor in de glastuinbouw heet een warmte-krachtkoppeling (WKK). Typisch zijn elektrische vermogens van een paar honderd tot meer dan duizend kWe (kilowatt elektrisch vermogen). De warmtecapaciteit is ongeveer het dubbele van de kWe.
Toepassingen waarbij een blok huizen of een klein kantoorpand wordt opgewarmd wordt een mini-wkk's genoemd. Typische vermogens zijn minder dan 50 kWe.
De stirlingmotor is in Australië toegepast als micro-wkk voor zeegaande zeilboten. Dit type is verder ontwikkeld in Nederland bij de Gasunie voor toepassing bij huishoudens. Vermogen ligt onder de 10 kWe.

## Rendement
Het rendement kan bij een installatie boven de 90% komen te liggen. Hoe meer de gebruikte/afgewerkte energie of afgassen benut kunnen worden des te hoger het rendement zal zijn. Een goed berekende en bedreven warmte-krachtcentrale zal richting 100% gaan. Echter om de laatste procenten te realiseren moet fors geïnvesteerd worden (zie verminderde meeropbrengst).

## Voorbeeldgetallen

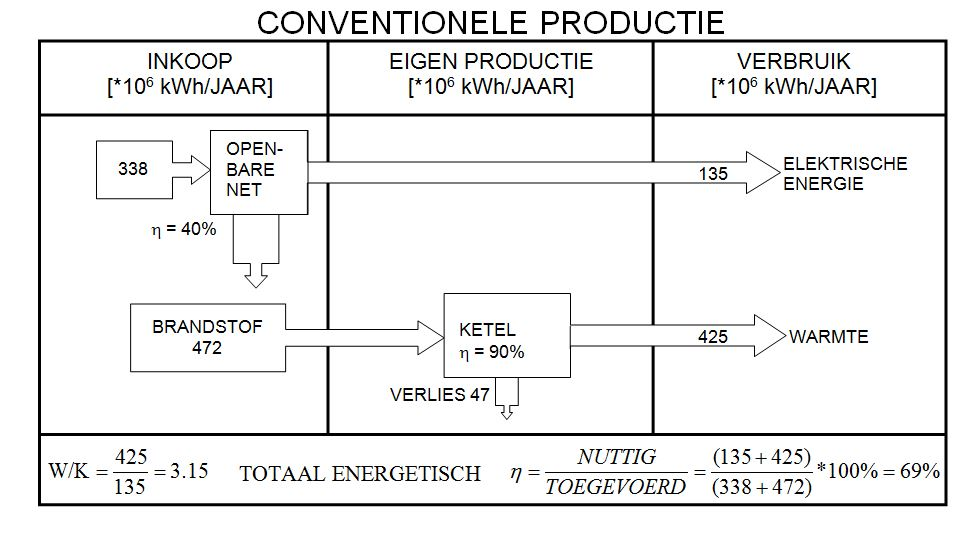
Conventionele opwekking van warmte en kracht

Met een WKC kan een aanzienlijke besparing aan brandstof worden bereikt ten opzichte van conventionele opwekking van warmte en kracht. De figuur geeft de energiestromen weer van een chemisch bedrijf waar men vroeger warmte zelf opwekte en kracht (elektriciteit) inkocht. Het rendement van het openbare net (centrales inclusief transportverliezen) is hier op 40% ingeschat, terwijl de stoomketel een rendement van 90% had. Deze conventionele productie gaf bij een warmte/kracht (W/K) verhouding van 3,15 een totaalrendement van 69%. 

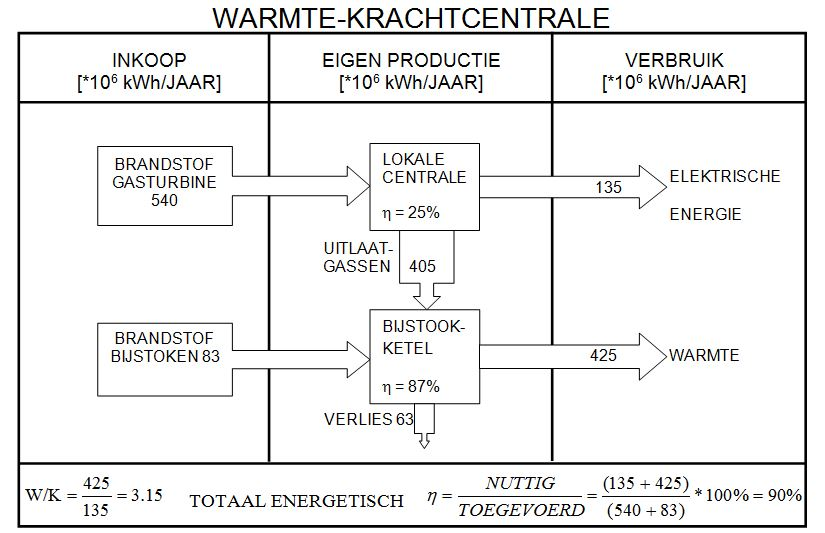
Opwekking van warmte en kracht in een WKC, configuratie 1.

Door de bouw van een WKC veranderde het plaatje drastisch: bij gelijkblijvend verbruik en W/K wordt nu een totaalrendement van 90% gehaald. De brandstofbesparing ten opzichte van de conventionele productie bedraagt 23,7%. De installatie bestond in eerste instantie uit een gasturbine met en rendement van 25% waarvan de uitlaatgassen naar een bijgestookte stoomketel gingen. De uitlaatgassen van de gasturbine worden dan als verbrandingslucht voor de stoomketel gebruikt. Dit is mogelijk, omdat de gasturbine zelf voor zijn verbrandingsproces maar 4 tot 6% zuurstof uit de toegevoegde lucht verbruikt. De stoomketel is voor een deel een convectieketel, die een wat lager rendement heeft (87%) dan een stralingsketel. Bij deze eerste configuratie was bijstoken zelden nodig.

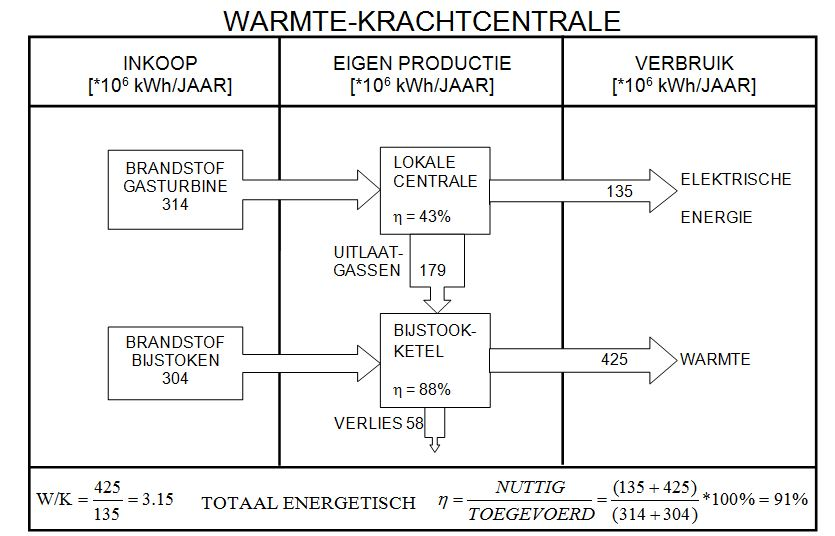
Opwekking van warmte en kracht in een WKC, configuratie 2.

De tweede configuratie is met een moderner gasturbine die een rendement heeft van 43%. Bij nog steeds gelijkblijvend verbruik en W/K verbruikt de gasturbine nu minder brandstof, maar het bijstoken is frequenter nodig. De stoomketel heeft een iets hoger rendement omdat er meer stralingswarmte opgewekt wordt. Het totaalrendement van de WKC verandert nauwelijks door het hogere rendement van de gasturbine. (De getallen in de figuren zijn afgerond).

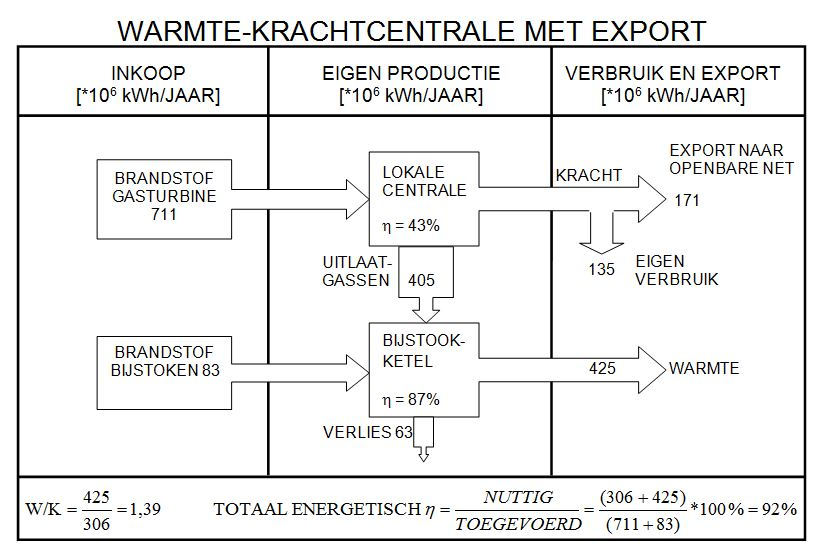
Warmte-kracht centrale met export van elektrische energie naar het openbare net

De twee voorgaande voorbeelden waren voor een bedrijf dat alle opgewekte energie zelf verbruikte. Zou het bedrijf besluiten tot export van elektrische energie naar het openbare net, dan kan de WKC, uitgerust met een gasturbine met een hoog rendement, toch vrijwel alle voor het bedrijf benodigde warmte opwekken, waarbij bijstoken van de stoomketel nauwelijks nodig is. Dit vereist een investering is een veel grotere gasturbine en een goed contract met de elektriciteitsafnemer(s) op het openbare net. Ook zal men dan te maken krijgen met leveringsverplichtingen, zodat de eigen energiebehoefte van het bedrijf niet meer maatgevend is voor de bedrijfsvoering van de WKC. Of dit in totaal energetisch en economisch goed uitpakt kan alleen per geval zorgvuldig berekend worden, met inachtneming van typische bedrijfsomstandigheden zoals de jaarlijkse stops voor onderhoud en bedrijfsstoringen.